# 気主駅
座標: 北緯46度36分5秒 東経141度48分56秒 / 北緯46.60139度 東経141.81556度
気主駅（けぬしえき）は、かつて樺太本斗郡内幌町に存在した南樺太炭鉱鉄道の駅である。

## 歴史
- 1931年（昭和6年）10月1日：南樺太炭鉱鉄道開通により開業[1]。
- 1945年（昭和20年）
  - 3月：南樺太炭鉱鉄道は帝国燃料興業株式会社に合併されて、帝国燃料興業内幌線の駅となる。
  - 8月：ソ連軍が南樺太へ侵攻、占領し、駅を含め全線がソ連軍に接収される。
- 1946年4月1日：ソ連国鉄に編入。

## 駅名の由来
当駅の所在する地名からであり、地名の由来はアイヌ語の「ケヌシ・ナイポ」（燈芯草（イグサ）の多い小川）、「キナ・ウシ・ナイポ」（大草の多い小川）、「ケネ・ウシ・ナイポ」（ケヤマハンノキが群生している小川）のそれぞれの説がある。 

## 運行状況
- 本斗駅 - 内幌炭山駅間で1日4往復していた。

## 隣の駅
南樺太炭鉱鉄道
吐鯤保駅 - 気主駅 - 北内幌駅